# インプロージョン (ゲーム)
『インプロージョン』（英題：Implosion - Never Lose Hope）は、台湾のゲームソフト開発会社Rayarkが開発したiOS・Android用アクションRPG。移植版のNintendo Switch用ソフトは各国ともに『IMPLOSION』のタイトルで配信されている。
本稿では、本作を原作とするアニメーション映画『Implosion: ZERO_DAY』についても記述する。

## 概要
開発元のRayarkは起業当初から『Cytus』や『Deemo』といった音楽ゲームを主に手がけてきたが、本作は同社初のアクションRPGとなる。滅亡後の地球を舞台としたSF作品で、宇宙に逃げ延びた人類で構成された組織のメンバーが地球の異変調査のため「ウォーメック」シリーズと呼ばれるバトルスーツ（パワードスーツ）と一体化し、滅亡の元凶である地球外生命体「XADA（ザーダ）」たちと戦う様が描かれている。
本作は当初、家庭用ゲーム機向けの高品位な作品を作ることを目指し、Xbox 360用ソフトとして開発が進められていた。しかし、このまま発売すると家庭用ゲーム機市場の数あるAAAタイトル（大ヒット作品、多額の開発費を投じた作品等の意）に埋もれてしまうのではとの危惧や、当時性能が飛躍的に向上していたモバイル端末向けに発売すればモバイルゲーム市場におけるAAAタイトルになれるのではとの思惑から、iOS・Android用に開発を移行することになった。こうした紆余曲折から、完成までに約3年半の期間が費やされている。

## システム
基本システム
ステージ開始前に操作キャラクター（ジェイク、ダイアナ、ジョナサン）を選択する。ゲームモードやゲームの進行状況により選択可能なキャラクターは異なる。
敵への攻撃は、連続で素早くヒットさせる通常攻撃のほか、動作は遅いが大ダメージを与える「重撃」もある。また、通常武器とは別に遠距離攻撃用の武器を標準装備しており、既定の使用回数分だけ発射できる。このほか、後述のキャンペーンモードと「鉄の意志」（アナザーストーリー）モードのステージ内では別の強力な遠距離攻撃用武器も入手できるが、こちらは使い切ると消滅し標準の武器に戻る。
敵への通常攻撃を続けると「RA」というゲージの値が増加していく。ゲージは5ブロックに区切られており、このうち数ブロックを消費して特殊スキルを発動できる。使用したスキルは一定時間経過後に再び使用可能となる。
ジョナサン以外のキャラクターの使用時には、体力を示すHPゲージの上に六角形の「シールド」のゲージが表示されている。敵から攻撃を受けた際には最初にシールドゲージが減少し、これが尽きた時点からHPゲージが減少し始める。シールドゲージは一定時間経過により少しずつ回復する。なお、一部の敵の中にも同様のシールドゲージをもつ者がいる。
操作キャラクターのステータス強化は、敵を倒して得られる経験値をためてレベルを上げる方法のほか、ステージ内などで入手できる「ARK」というアイテムの装備によっても行うことができる。ARKは種類によりα、β、γ、λの4つのカテゴリに分かれている。アイテムごとにレベルが設定されており、高いほどステータスが大きく上昇する。
キャンペーン
ジェイクとダイアナのいずれかを操作キャラクターとするモード。ダイアナは初期の時点では選択できない。
全部で4つのCHAPTER（章）があり、それぞれ8から10のステージが含まれている。ステージごとに設定された特殊条件を満たしてクリアすることでバッジが手に入り、新たなARKとの交換や新たなウォーメックの解禁の際に用いることができる。
難易度は「EASY」「HARD」（Nintendo Switch版では「NORMAL」「HARD」）のほか、どちらか一方を全クリアすると高難度の「エキスパート」（Nintendo Switch版では「EXPART」）が加わる。ステージの構成はいずれも同じだが、敵の強さと数やバッジの入手条件がそれぞれ異なる。
「鉄の意志」 / アナザーストーリー
ジョナサンを操作キャラクターとするモードで、本編のサイドストーリー。「鉄の意志」はiOS・Android版、アナザーストーリーはNintendo Switch版での名称で内容は同じ。キャンペーンモードのCHAPTER1を全てクリアした後にプレイ可能となる。「鉄の意志」はVer.1.2の配信により追加された。
全6ステージで、1ステージあたりの全長がキャンペーンより長いものが多い。特定条件を満たしてクリアするとバッジを入手できるが、キャンペーンのものとは別集計。コンティニュー回数は3回まで（キャンペーンでは5回）。
スペシャルモード
キャンペーンモードの全クリアによりプレイ可能となるスコアアタック、またはタイムアタックのモード。「A1」「B1」「X1」の3つのモードがあり、モードごとにジェイク、ダイアナ、ジョナサンそれぞれの結果が記録される。
「A1」「B1」では、次々に現れる敵を倒すことで得られる点数を競う。攻撃し続けることで得点の倍率が上がり、ダメージを受けるか時間経過により倍率が下がる。「A1」では5、「B1」では12のフェーズがあり、全てクリアすると難易度のレベルが1上がった状態で再び最初のフェーズに戻る。HPが無くなった時点で終了となる。
「X1」ではキャンペーンで登場したボスと連戦し、全員倒すまでのタイムを競う。このモードでは回復アイテムが現れない。

## ストーリー
地球では、宇宙から侵略を仕掛けた生命体「XADA」と人類との戦争が行われていた。人類はバトルスーツ「ウォーメック」を開発しXADAに対抗したものの劣勢となり、地球上には二つの国家「アドリリア」と「サンデウス」を残すのみとなった。人類は地球からの脱出を決意し、アドリリアは12光年離れた惑星「ガイア」へ、サンデウスはそれより環境が厳しい月へ移住した。一方、ウォーメックの開発を行う組織「IVONIX（アイヴォニクス）」は、XADAの動向を監視する発信機を地球に配置した後、人工衛星「ナイトスター」に拠点を移した。
地球滅亡から20年後、地球に残した発信機からXADAの攻撃活動を示すシグナルが発せられた。IVONIXのメンバーであるジェイクとダイアナは、発信源の調査のため地球へ向かった。

## 登場人物
担当声優名は、日本語版 / 英語版の順で併記している。
ジェイク (Jake Carloway)
声：石川界人 / Johnathan Sabay
IVONIXのメンバーで、ウォーメックの型・WM-III（ウォーメックスリー）の一つ「アヴァロン」（AVALON）の操縦者。自身が7歳の時まで自分と妹を育てた叔父のジョナサンを尊敬しており、ジョナサンが地球での任務中に消息を絶ったという報を聞いた後も生存を信じ続けている。
ダイアナ (Diana Celestine May)
声：瀬戸麻沙美 / Anna Vardy
IVONIXのメンバーで、WM-IIIの一つ「クリムゾン」（CRIMSON）の操縦者。以前は惑星ガイアで傭兵団に属していたが、解団後、IVONIXの司令官・ナポレオンに勧誘されメンバーに加わった。
ゾイ (Zoe Osborne)
声：遠藤ゆりか / Jennifer Skidmore
IVONIXのメンバーで、任務中のジェイクやダイアナに拠点のナイトスターから指示を送る女性。ダイアナとは古くからの友人。
ナポレオン (Napoleon Venefray)
声：安元洋貴 / Jack Merluzzi
IVONIXの司令官。かつてはWM-II（ウォーメックツー）を操縦しジョナサンと共に任務を行っていたが、現在は退役している。滅亡後の地球で任務を続けるジョナサンからジェイクとその妹を託される。
ジョナサン (Jonathan Carloway)
声：津田健次郎 / Jack Merluzzi
IVONIXのメンバーで、WM-IIの操縦者。ジェイクの叔父。消息不明とされていた期間も地球での任務を続け、のちにジェイクの前に姿を現して共に任務を遂行する。
K-10
声：下山吉光 / 不明
ジョナサンに同行する犬型ロボット。人間の男性の声で話す。「鉄の意志」（アナザーストーリー）モードにのみ登場する。
クレメント (Clement Rayburn)
声：濱野大輝 / Vinay Murthy
IVONIXのメンバー。地球の任務で増援を必要とする場合に備え、拠点で待機している。
ゴールディ・ミラー (Goldie Millar)
声：加藤有生子 /  レイチェル・ワルザー
「サイレントチェンバー研究所」を根城とする怪物。レイモンドの妻。かつては博士として人類のために研究を行っていたが、怪物となった現在は人類に敵意を燃やしている。
戦闘では頭部から伸びた巨大な腕を振り回し広範囲を攻撃する。また、「鉄の意志」（アナザーストーリー）モードでは最終ボスとして別形態で現れ、自らの分身を創り出しながら攻撃する。
レイモンド・ミラー (Raymond Millar)
声：中博史 / Barry Gjerde
人類の滅亡を目論む博士。ゴールディの夫。旧国家サンデウスの出身で、かつては人類をXADAから守るために尽力していたが、もう一つの国家アドリリアが裏切って地球を発ち惑星ガイアを独占したことから復讐心を募らせて変質し、XADAと同化して醜悪な怪物の姿に変貌する。
戦闘時の第1形態「DUJA」は巨体を丸めて高速で突進し、第2形態「RAMA」は素早く動きながら様々な遠距離攻撃を行う。
車椅子の少女 (Wheelchair girl)
声：和多田美咲 / 島田知美
物語の最後の場面で登場しジェイクに話しかける、車椅子に座った少女。詳細は不明。

## 劇場アニメ
Rayarkは2015年11月5日、『インプロージョン』を原作とするアニメーション映画『Implosion: ZERO_DAY』を制作することを発表した。
物語は本編の20年前にあたる滅亡前の地球が舞台。本編の主人公ジェイクの叔父・ジョナサンを主役とし、新たな人物として、ジョナサンと古くから面識のある同僚の女性・フェイ（Faye Garron）や謎の少女・イザベラ（Isabella Sato）などが登場する。また、Rayarkがラフスケッチを元に試作した映像の中では、本編で敵として登場したレイモンド・ミラーがジョナサンたちの任務に同行し言葉を交わす場面がある。
2015年12月5日から2016年1月19日の期間にKickstarterを通じてクラウドファンディングが実施され、42万8853ドルの資金が集められた。2017年12月19日には、スポンサーへ向けたものとして、全長5分半の試作映像を公開した。Kickstarterサイトに掲載の計画では2018年8月に封切り予定とされていたが、試作映像の公開以降アナウンスがなく、上映に至っていない。